# Estació de Ca l'Aranyó
Ca l'Aranyó és una estació de la línia T4 de la xarxa del Trambesòs situada sobre l'Avinguda Diagonal, davant de la Torre Agbar, al districte de Sant Martí de Barcelona i es va inaugurar el 8 de maig de 2004 amb l'obertura del Trambesòs.
Dona servei al Districte 22@ i al centre comercial Les Glòries.

## Serveis ferroviaris
| Trambesòs              |         |       |         |                        |
| Procedència/Destinació | <       | Línia | >       | Procedència/Destinació |
| Verdaguer              | Glòries |       | Pere IV | Estació de Sant Adrià  |

## Galeria d'imatges

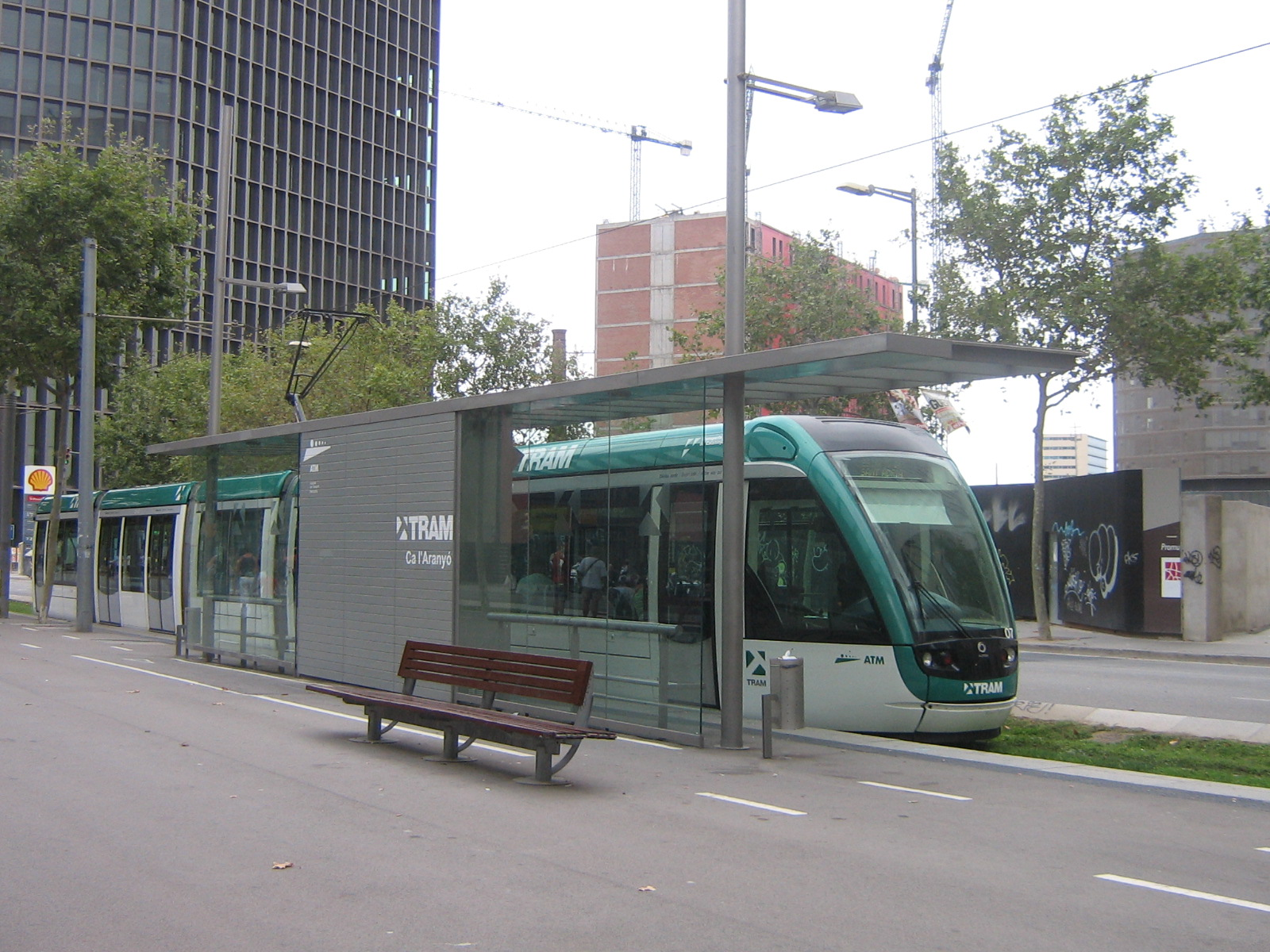
Tramvia de la línia T4 a l'estació amb direcció Sant Adrià
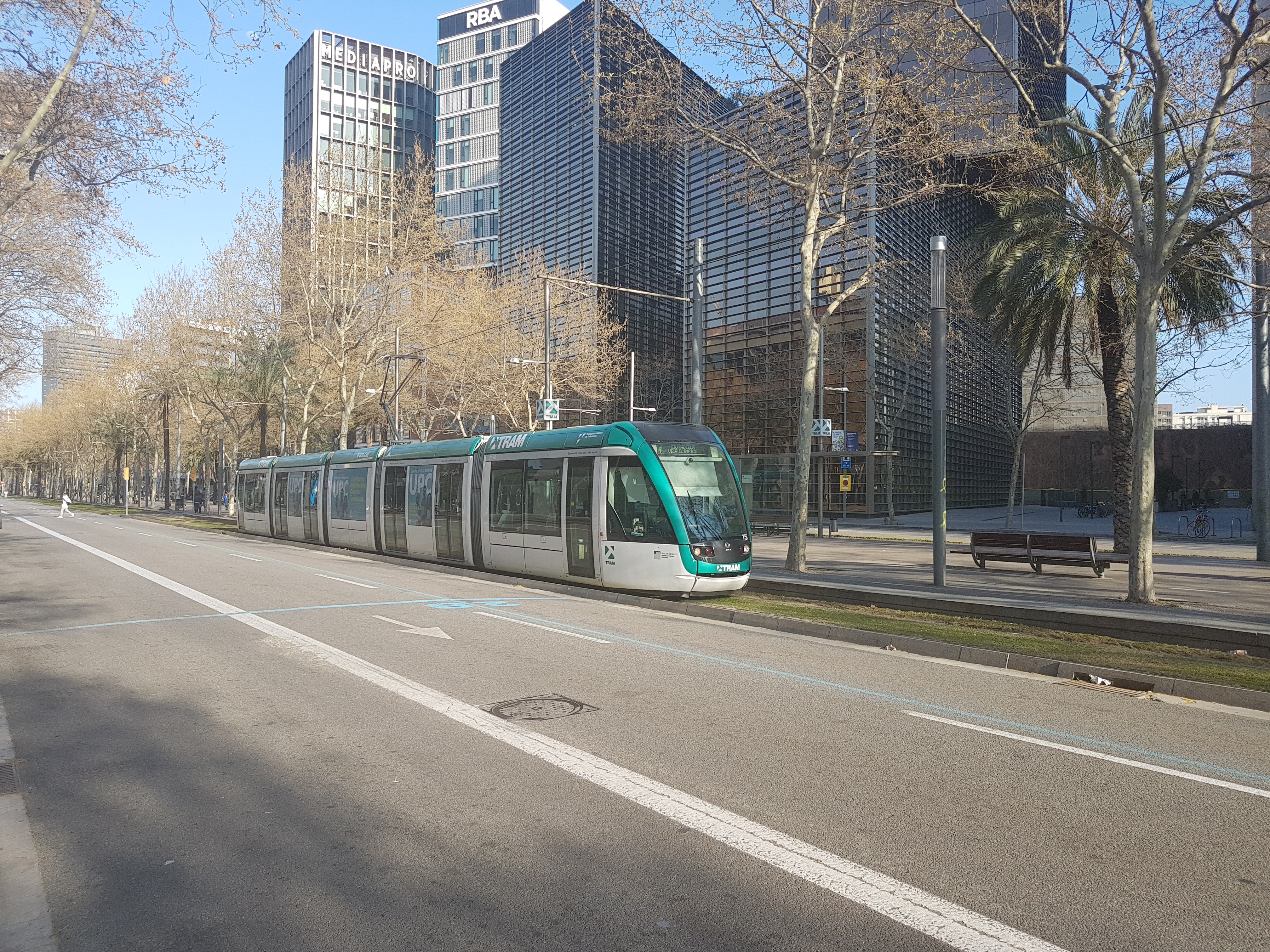
Tramvia de la T4 surt de l'estació direcció Ciutadella